# Мошенскоје
Мошенскоје (рус. Мошенское) насељено је место руралног типа са административним статусом села (рус. село) на северозападу европског дела Руске Федерације. Налази се у источном делу Новгородске области и административно припада Мошенском рејону чији је уједно и административни центар.
Према проценама са пописа становништва из 2010. у селу је живело 2.505 становника.

## Географија
Село се налази у источном делу Новгородске области, на подручју Валдајског побрђа, на око 50 километара североисточно од града Боровича, односно на око 245 километара источно од административног центра области, града Великог Новгорода. Кроз село протиче река Увер, притока Мсте.

## Историја
У писаним изворима село се први пут помиње 1545. године.

## Демографија
Према подацима са пописа становништва 2010. у селу је живело 2.505 становника.
| 1897. | 1939. | 1959. | 1970. | 1979. | 1989. | 2002. | 2010. |
| ----- | ----- | ----- | ----- | ----- | ----- | ----- | ----- |
| ---   | ---   | ---   | ---   | ---   | 3,000 | 2,760 | 2,505 |